# 普洛斯卡 (杜布諾區)
50°19′37″N 25°47′26″E / 50.32694°N 25.79056°E
普洛斯卡（烏克蘭語：Плоска），是烏克蘭的村落，位於該國西北部羅夫諾州，由杜布諾區負責管轄，面積1.23平方公里，海拔高度212米，2001年人口680，人口密度每平方公里555.1人。